# Есекс (Ајова)
Есекс (енгл. Essex) град је у америчкој савезној држави Ајова. По попису становништва из 2010. у њему је живело 798 становника.

## Демографија
Према попису становништва из 2010. у граду је живело 798 становника, што је -86 (-9.7%) становника више него 2000. године.
| Група             | 2000.       | 2010.       |
| Белци             | 864 (97,7%) | 768 (96,2%) |
| Афроамериканци    | 0 (0,0%)    | 0 (0,0%)    |
| Азијати           | 0 (0,0%)    | 0 (0,0%)    |
| Хиспаноамериканци | 6 (0,7%)    | 16 (2,0%)   |
| Укупно            | 884         | 798         |